# Campeonato Europeo de Baloncesto Femenino de 2005
El XXX Campeonato Europeo de Baloncesto Femenino se celebró en Turquía entre el 2 y el 11 de septiembre de 2005 bajo la denominación EuroBasket Femenino 2005. El evento fue organizado por la Confederación Europea de Baloncesto (FIBA Europa) y la Federación Turca de Baloncesto.
Un total de doce selecciones nacionales afiliadas a FIBA Europa compitieron por el título de campeón europeo, cuyo anterior portador era el equipo de Rusia, vencedor del EuroBasket 2003. 
La selección de la República Checa se adjudicó la medalla de oro al derrotar en la final al equipo de Rusia con un marcador de 72-70. En el partido por el tercer puesto el conjunto de España venció al de Lituania.

## Organización

### Sedes
| Grupo      | Ciudad  | Instalación                           |
| ---------- | ------- | ------------------------------------- |
| A          | Bursa   | Pabellón Deportivo Atatürk de Bursa   |
| B          | Esmirna | Pabellón Deportivo Atatürk de Esmirna |
| Fase final | Ankara  | Pabellón Deportivo Atatürk de Ankara  |

### Grupos
| Grupo A         | Grupo B             |
| --------------- | ------------------- |
| República Checa | Rusia               |
| Francia         | España              |
| Alemania        | Rumania             |
| Grecia          | Turquía             |
| Letonia         | Serbia y Montenegro |
| Polonia         | Lituania            |

## Primera fase
- Todos los partidos en la hora local de Turquía (UTC+3).

### Grupo A
| Equipo          | J | G | P | PF  | PC  | DP   | PTS |
| --------------- | - | - | - | --- | --- | ---- | --- |
| República Checa | 5 | 5 | 0 | 342 | 241 | +101 | 10  |
| Francia         | 5 | 4 | 1 | 345 | 282 | +63  | 9   |
| Letonia         | 5 | 3 | 2 | 323 | 319 | +4   | 8   |
| Polonia         | 5 | 2 | 3 | 297 | 327 | -30  | 7   |
| Grecia          | 5 | 1 | 4 | 272 | 328 | -56  | 6   |
| Alemania        | 5 | 0 | 5 | 282 | 364 | -82  | 5   |

- Resultados

| Fecha | Hora  | Partido¹        | Partido¹ | Partido¹        | Resultado |
| ----- | ----- | --------------- | -------- | --------------- | --------- |
| 02.09 | 16:00 | Polonia         | -        | Letonia         | 62-75     |
| 02.09 | 18:15 | Alemania        | -        | Grecia          | 61-66     |
| 02.09 | 20:30 | Francia         | -        | República Checa | 45-65     |
| 03.09 | 16:00 | Letonia         | -        | Alemania        | 77-67     |
| 03.09 | 18:15 | República Checa | -        | Polonia         | 64-47     |
| 03.09 | 20:30 | Grecia          | -        | Francia         | 56-71     |
| 04.09 | 16:00 | Alemania        | -        | Polonia         | 56-66     |
| 04.09 | 18:15 | Grecia          | -        | República Checa | 54-61     |
| 04.09 | 20:30 | Francia         | -        | Letonia         | 67-50     |
| 06.09 | 16:00 | República Checa | -        | Alemania        | 76-50     |
| 06.09 | 18:15 | Letonia         | -        | Grecia          | 76-47     |
| 06.09 | 20:30 | Polonia         | -        | Francia         | 63-83     |
| 07.09 | 16:00 | Letonia         | -        | República Checa | 45-76     |
| 07.09 | 18:15 | Grecia          | -        | Polonia         | 49-59     |
| 07.09 | 20:30 | Francia         | -        | Alemania        | 79-48     |

- (¹) – Todos en Bursa.

### Grupo B
| Equipo              | J | G | P | PF  | PC  | DP   | PTS |
| ------------------- | - | - | - | --- | --- | ---- | --- |
| Lituania            | 5 | 4 | 1 | 402 | 345 | +57  | 9   |
| España              | 5 | 4 | 1 | 397 | 320 | +77  | 9   |
| Rusia               | 5 | 3 | 2 | 413 | 379 | +34  | 8   |
| Turquía             | 5 | 2 | 3 | 374 | 384 | -10  | 7   |
| Serbia y Montenegro | 5 | 2 | 3 | 330 | 360 | -30  | 7   |
| Rumania             | 5 | 0 | 5 | 283 | 411 | -128 | 5   |

- Resultados

| Fecha | Hora  | Partido¹            | Partido¹ | Partido¹            | Resultado |
| ----- | ----- | ------------------- | -------- | ------------------- | --------- |
| 02.09 | 16:00 | Rumania             | -        | Rusia               | 60-92     |
| 02.09 | 18:15 | Lituania            | -        | España              | 74-69     |
| 02.09 | 20:30 | Turquía             | -        | Serbia y Montenegro | 81-69     |
| 03.09 | 16:00 | España              | -        | Rumania             | 98-53     |
| 03.09 | 18:15 | Serbia y Montenegro | -        | Lituania            | 77-74     |
| 03.09 | 20:30 | Rusia               | -        | Turquía             | 91-87     |
| 04.09 | 16:00 | Rumania             | -        | Serbia y Montenegro | 50-63     |
| 04.09 | 18:15 | España              | -        | Rusia               | 83-77     |
| 04.09 | 20:30 | Lituania            | -        | Turquía             | 82-76     |
| 06.09 | 16:00 | Rusia               | -        | Lituania            | 67-80     |
| 06.09 | 18:15 | Serbia y Montenegro | -        | España              | 52-69     |
| 06.09 | 20:30 | Turquía             | -        | Rumania             | 66-64     |
| 07.09 | 16:00 | Serbia y Montenegro | -        | Rusia               | 69-86     |
| 07.09 | 18:15 | Rumania             | -        | Lituania            | 56-92     |
| 07.09 | 20:30 | España              | -        | Turquía             | 78-64     |

- (¹) – Todos en Esmirna.

## Fase final
- Todos los partidos en la hora local de Turquía (UTC+3).

|  | Cuartos de final | Cuartos de final |        |                 | Semifinales      | Semifinales      |        |                 | Final            | Final            |  |
|  | 9 de septiembre  | 9 de septiembre  |        |                 | 10 de septiembre | 10 de septiembre |        |                 | 11 de septiembre | 11 de septiembre |  |
|  |                  |                  |        |                 |                  |                  |        |                 |                  |                  |  |
|  |                  |                  |        |                 |                  |                  |        |                 |                  |                  |  |
|  | República Checa  | 86               |        |                 |                  |                  |        |                 |                  |                  |  |
|  | República Checa  | 86               |        |                 |                  |                  |        |                 |                  |                  |  |
|  | Turquía          | 60               |        |                 |                  |                  |        |                 |                  |                  |  |
|  | Turquía          | 60               |        | República Checa | 76               |                  |        |                 |                  |                  |  |
|  |                  |                  |        | República Checa | 76               |                  |        |                 |                  |                  |  |
|  |                  |                  | España | 66              |                  |                  |        |                 |                  |                  |  |
|  | España           | 69               | España | 66              |                  |                  |        |                 |                  |                  |  |
|  | España           | 69               |        |                 |                  |                  |        |                 |                  |                  |  |
|  | Letonia          | 50               |        |                 |                  |                  |        |                 |                  |                  |  |
|  | Letonia          | 50               |        |                 |                  |                  |        | República Checa | 72               |                  |  |
|  |                  |                  |        |                 |                  |                  |        | República Checa | 72               |                  |  |
|  |                  |                  | Rusia  | 70              |                  |                  |        |                 |                  |                  |  |
|  | Lituania         | 67               | Rusia  | 70              |                  |                  |        |                 |                  |                  |  |
|  | Lituania         | 67               |        |                 |                  |                  |        |                 |                  |                  |  |
|  | Polonia          | 58               |        |                 |                  |                  |        |                 |                  |                  |  |
|  | Polonia          | 58               |        | Lituania        | 50               |                  |        | Tercer lugar    | Tercer lugar     |                  |  |
|  |                  |                  |        | Lituania        | 50               |                  |        | Tercer lugar    | Tercer lugar     |                  |  |
|  |                  |                  | Rusia  | 65              |                  |                  |        |                 |                  |                  |  |
|  | Francia          | 56               | Rusia  | 65              |                  |                  | España | 83              |                  |                  |  |
|  | Francia          | 56               |        |                 |                  |                  | España | 83              |                  |                  |  |
|  | Rusia            | 70               |        |                 |                  |                  |        |                 | Lituania         | 65               |  |
|  | Rusia            | 70               |        |                 |                  |                  |        |                 | Lituania         | 65               |  |
|  |                  |                  |        |                 |                  |                  |        |                 |                  |                  |  |

### Cuartos de final
| Fecha | Hora  | Partido¹        | Partido¹ | Partido¹ | Resultado |
| ----- | ----- | --------------- | -------- | -------- | --------- |
| 09.09 | 13:45 | Lituania        | -        | Polonia  | 67-58     |
| 09.09 | 16:00 | España          | -        | Letonia  | 69-50     |
| 09.09 | 18:15 | Francia         | -        | Rusia    | 56-70     |
| 09.09 | 20:30 | República Checa | -        | Turquía  | 86-60     |

- (¹) – Todos en Ankara.

### Semifinales
| Fecha | Hora  | Partido¹        | Partido¹ | Partido¹ | Resultado |
| ----- | ----- | --------------- | -------- | -------- | --------- |
| 10.09 | 18:15 | Lituania        | -        | Rusia    | 50-65     |
| 10.09 | 20:30 | República Checa | -        | España   | 76-66     |

- (¹) – En Ankara.

### Tercer lugar
| Fecha | Hora  | Partido¹ | Partido¹ | Partido¹ | Resultado |
| ----- | ----- | -------- | -------- | -------- | --------- |
| 11.09 | 18:15 | España   | -        | Lituania | 83-65     |

- (¹) – En Ankara.

### Final
| Fecha | Hora  | Partido¹        | Partido¹ | Partido¹ | Resultado |
| ----- | ----- | --------------- | -------- | -------- | --------- |
| 11.09 | 20:30 | República Checa | -        | Rusia    | 72-70     |

- (¹) – En Ankara.

### Partidos de clasificación
5.º a 8.º lugar
| Fecha | Hora  | Partido¹ | Partido¹ | Partido¹ | Resultado |
| ----- | ----- | -------- | -------- | -------- | --------- |
| 10.09 | 13:45 | Polonia  | -        | Francia  | 71-73     |
| 10.09 | 16:00 | Turquía  | -        | Letonia  | 78-81     |

- (¹) – En Ankara.

Séptimo lugar
| Fecha | Hora  | Partido¹ | Partido¹ | Partido¹ | Resultado |
| ----- | ----- | -------- | -------- | -------- | --------- |
| 11.09 | 13:45 | Turquía  | -        | Polonia  | 71-82     |

- (¹) – En Ankara.

Quinto lugar
| Fecha | Hora  | Partido¹ | Partido¹ | Partido¹ | Resultado |
| ----- | ----- | -------- | -------- | -------- | --------- |
| 11.09 | 16:00 | Letonia  | -        | Francia  | 62-85     |

- (¹) – En Ankara.

## Estadísticas

### Clasificación general
| 1. República Checa     |
| 2. Rusia               |
| 3. España              |
| 4. Lituania            |
| 5. Francia             |
| 6. Letonia             |
| 7. Polonia             |
| 8. Turquía             |
| 9. Serbia y Montenegro |
| 10. Grecia             |
| 11. Alemania           |
| 12. Rumania            |

### Plantillas de los equipos medallistas
- República Checa:

Jana Veselá, Ivana Večeřová, Eva Němcová, Michala Hartigová, Michaela Uhrová, Hana Machová, Markéta Mokrošová, Michaela Pavlíčková, Irena Borecká, Petra Kulichová, Zuzana Klimešová, Eva Vítečková. Seleccionador: Jan Bobrovský
- Rusia:

Ol'ga Artešina, Oksana Rachmatulina, Svetlana Abrosimova, Ol'ga Firsova, Marina Karpunina, Tat'jana Šč'egoleva, Ilona Korstin, Marija Stepanova, Irina Sokolovskaja, Jelen Šakirova, Marina Kuzina, Elena Karpova. Seleccionador:  Igor' Grudin.
- España:

Amaya Valdemoro, Anna Montañana, Nuria Martínez, Marta Fernández, Lucila Pascua, Elisa Aguilar, Eva Montesdeoca, Laia Palau, Sandra Gallego, Laura Camps, Mar Xantal y Marina Ferragut.

### Máxima anotadora
| N.º | Jugadora               | País    | Puntos |
| --- | ---------------------- | ------- | ------ |
| 1   | Amaya Valdemoro        | España  | 173    |
| 2   | Agnieszka Bibrzycka    | Polonia | 159    |
| 3   | Anete Jēkabsone-Žogota | Letonia | 157    |
| 4   | Nevriye Yılmaz         | Turquía | 156    |
| 5   | Mariya Stepanova       | Rusia   | 144    |

Fuente: 

### Equipo más anotador
| N.º | Equipo          | Puntos |
| --- | --------------- | ------ |
| 1   | Rusia           | 618    |
| 2   | España          | 615    |
| 3   | Lituania        | 584    |
| 4   | Turquía         | 583    |
| 5   | República Checa | 576    |

Fuente: 